# Gonçalo Ribeiro Telles

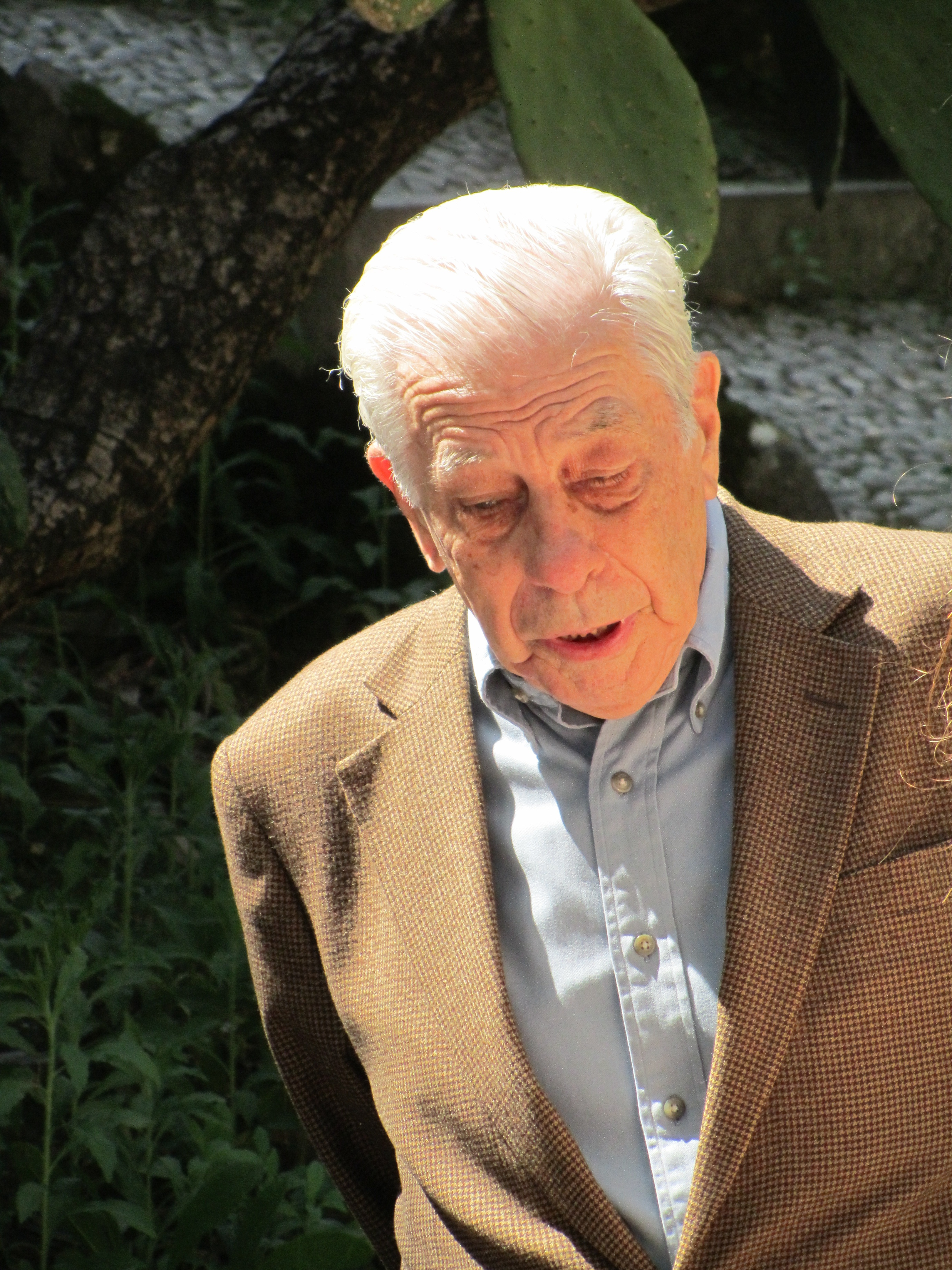
Gonçalo Ribeiro Telles (2011)

Gonçalo Pereira Ribeiro Telles (* 24. Mai 1922 in São José, Lissabon; † 11. November 2020 in Lissabon) war ein portugiesischer Politiker und Landschaftsarchitekt.

## Leben
Gonçalo Ribeiro Telles war der Sohn des Tierarztes und Armeeoffiziers Joaquim Ribeiro Telles Júnior und seiner Ehefrau Gertrudes Guilhermina Gonçalves Pereira Ribeiro Telles, einer Nichte von Bischof Joaquim Gonçalves. Die Familie des Vaters stammte aus Coruche in der Wein- und Kork-Region Ribatejo. Sie waren in der Landwirtschaft und der Tierhaltung tätig. Sein Onkel David Ribeiro Telles war ein bekannter Stierkämpfer.
Ribeiro Telles hatte einen Abschluss in Agrartechnik und Landschaftsarchitektur vom Instituto Superior de Agronomia (ISA) der Technischen Universität Lissabon. Er begann sein Berufsleben für die Stadt Lissabon, während er an der ISA unterrichtete und Schüler von Francisco Caldeira Cabral wurde, dem Pionier der Landschaftsarchitektur in Portugal. Von 1951 bis 1953 war Gonçalo Ribeiro Telles zunächst für die städtische Baumpflege und den Gartenbau verantwortlich, 1955 wechselte er als Landschaftsarchitekt an das Gabinete de Estudos de Urbanização der Lissabonner Stadtrates (CML) unter der Leitung des Ingenieurs Guimarães Lobato, wo er bis 1960 blieb.

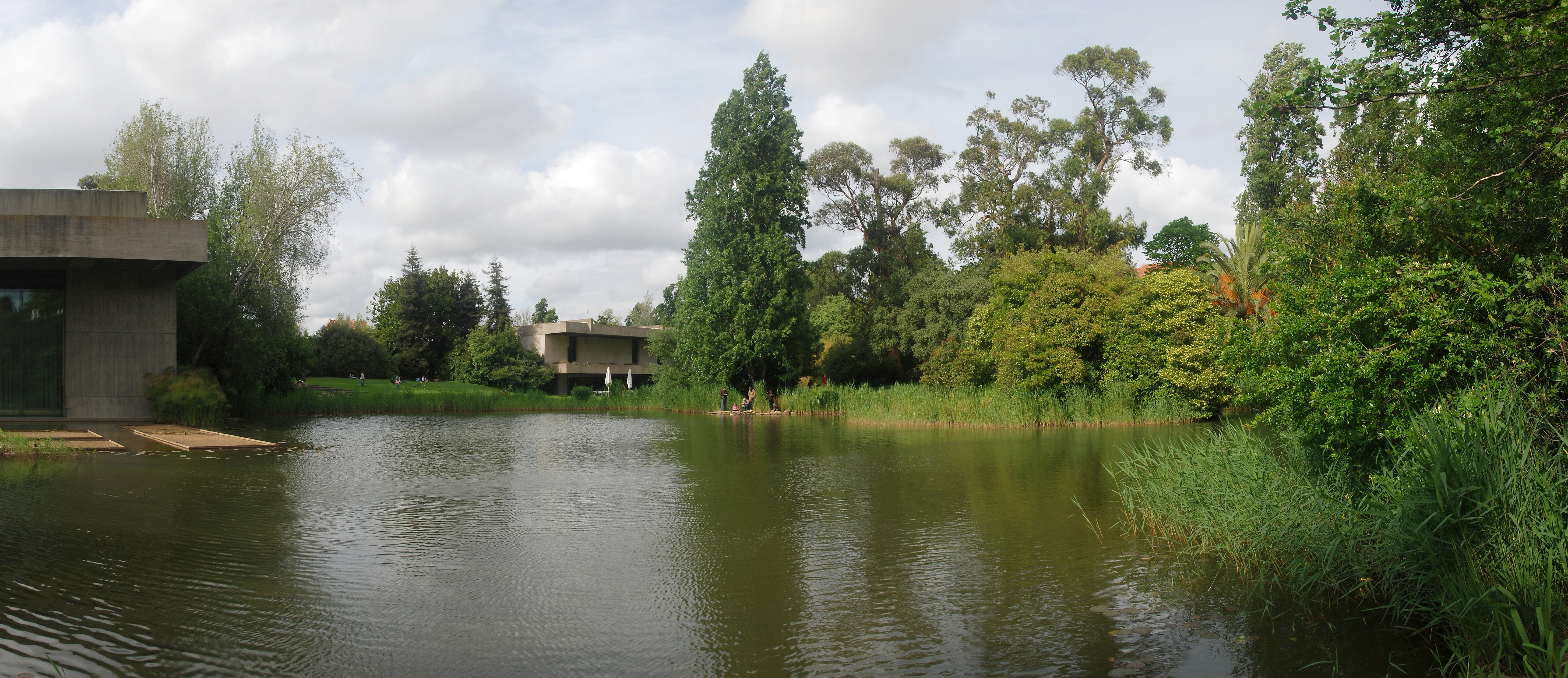
Detail des Parks der Fundação Calouste Gulbenkian, geplant durch Gonçalo Ribeiro Telles

Als Landschaftsarchitekt war er verantwortlich für Planung und Bau des Cemitério dos Olivais sowie des Parks der Fundação Calouste Gulbenkian in Lissabon. Für letzteres Projekt erhielt er ex aequo 1975 den renommierten Architekturpreis Prémio Valmor de Arquitetura. Er war auch verantwortlich für Planung und Anlage des Gartens Amália Rodrigues in der Nähe des Parkes Eduardo VII in Lissabon. Von 1976 an war er Professor an der Technischen Universität Lissabon. Er war Gründer des Lehrstuhls für Landschaftsarchitektur an der Universität Évora, wo er Ehrenprofessor war.
Gonçalo Ribeiro Telles engagierte sich für das Heilige Land. Er wurde 1990 von Kardinal-Großmeister Giuseppe Caprio zum Ritter des Ritterordens vom Heiligen Grab zu Jerusalem ernannt und in die portugiesische Statthalterei des Päpstlichen Laienordens investiert.
1953 heiratete er Maria da Conceição de Calazans de Sousa, mit der er fünf Kinder hatte.
Er starb am 11. November 2020 in seinem Haus in Lissabon.

## Politik
Er war ein Mitglied der Jugendbewegung Juventude Agrária Católica. Zusammen mit Francisco Sousa Tavares (1920–1993) gründete er 1957 die Bewegung der Unabhängigen Monarchisten (Movimento dos Monárquicos Independentes), gefolgt von der Bewegung der Volksmonarchisten (Movimento dos Monárquicos Populares). Dies stellte einen deutlichen Standpunkt der Opposition zur Salazar-Diktatur dar. Bei der großen Überschwemmung Lissabons im Jahre 1967 kritisierte er stark die Verstädterungspolitik der Regierung. Er war auch der Gründer der monarchistischen portugiesischen Partei Partido Popular Monárquico, die am 23. Mai 1974 aus monarchistisch eingestellten Gruppierungen geformt wurde. Im Jahr 1994 verließ er die Partei und gründete die ökologische Partei Movimento o Partido da Terra, deren Ehrenpräsident er später wurde. Zu Zeiten der rechten Koalition in Portugal (Aliança Democrática), die von 1979 bis 1983 bestand, war er in der VIII. Legislaturperiode von 1981 bis 1983 unter Ministerpräsident Francisco Pinto Balsemão im Kabinett Pinto Balsemão II Staatsminister für Lebensqualität (Ministro de Estado e da Qualidade de Vida). 1988 wurde ihm das Großkreuz des Ordem Militar de Cristo verliehen.

## Ehrungen und Auszeichnungen (Auswahl)
- 1969: Offizier des Ordens des heiligen Jakob vom Schwert
- 1975: Prémio Valmor de Arquitetura. Verliehen für den Hauptsitz, das Museum und den Park der Fundação Calouste Gulbenkian. Gemeinsam mit Rui Jervis Atouguia, Alberto Pessoa, Pedro Cid und António Viana Barreto
- 1988: Großkreuz des Ordem Militar de Cristo
- 1990: Großkreuz des Ordens der Freiheit
- 2011: Verdienstorden der Italienischen Republik (Ritter)
- 2013: Prémio Sir Geoffrey Jellicoe[4]
- 2017: Großkreuz des Ordens des Infanten Dom Henrique

## Veröffentlichungen (Auswahl)
- Um novo conceito de cidade: A paisagem global. Contemporanea Editora, Matosinhos 1996, ISBN 972-8305-22-2.
- Plano Verde de Lisboa. Edições Colibri, Lissabon 1997, ISBN 972-8288-74-3.